# Əziz Əliyev

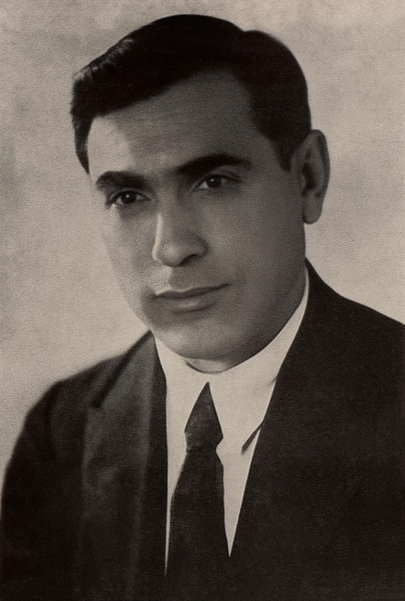
Əziz Əliyev

Əziz Məmməd Kərim oğlu Əliyev (Alternativname: Aziz Mammed Kerimowitsch Alijew; * 20. Dezember 1896jul. / 1. Januar 1897greg. in Spitak, Gouvernement Eriwan, Russisches Kaiserreich, heute: Armenien; † 27. Juli 1962 in Baku, Aserbaidschanische Sozialistische Sowjetrepublik) war ein sowjetischer kommunistischer Politiker in der Aserbaidschanischen Sozialistische Sowjetrepublik, der unter anderem von 1941 bis 1944 Vorsitzender des Obersten Sowjets der Aserbaidschanischen SSR war. Nach ihm wurde die Gruppe Aziz Aliyev benannt, eine aus 3816 Personen bestehende Gruppe, die im Rahmen der anglo-sowjetischen Invasion des Iran am 21. September 1941 aus der Aserbaidschanischen Sozialistischen Sowjetrepublik nach Aserbaidschan einreiste, um dort die Stalinisierung voranzutreiben.

## Leben
Əziz Məmməd Kərim oğlu Əliyev absolvierte nach dem Besuch des Knabenqymnasiums Jerewan ein Studium der Medizin an der Militärmedizinische Akademie der Roten Armee und der Seekriegsflotte und war nach seinem Abschluss als Arzt tätig. Er war Mitglied der Kommunistische Partei der Sowjetunion (KPdSU) und von 1932 bis 1934 sowie erneut zwischen 1935 und 1938 Direktor des Aserbaidschanischen Medizinischen Instituts, der heutigen Aserbaidschanischen Medizinischen Universität in Baku. Zugleich fungierte er als Nachfolger von Bala bəy Həsənbəyov zwischen 1937 und seiner Ablösung durch Cəbrayıl Ələsgərov Rektor der Staatlichen Universität Baku. 1938 erwarb er zudem einen Doktor der medizinischen Wissenschaften.
Am 21. Juli 1938 übernahm Əliyev den Posten als Sekretär des Präsidiums des Obersten Sowjets der Aserbaidschanischen SSR und behielt diesen bis zu seiner Ablösung durch Xəlil Əfəndiyev am 17. Mai 1940. Zugleich fungierte er als Nachfolger von Kübra Fərəcova vom 9. September 1939 bis zu seiner Ablösung durch Əsgər İsmayılov im März 1941 als Volkskommissar für Gesundheit. Daraufhin löste er am 7. April 1941 Mir Teymur Yaqubov als Vorsitzender des Obersten Sowjets der Aserbaidschanischen SSR ab und hatte das Amt des Parlamentspräsidenten bis zum 6. März 1944 inne, woraufhin Sultan Qafarzadə ihn ablöste. Nach ihm wurde die Gruppe Aziz Aliyev benannt, eine aus 3816 Personen bestehende Gruppe, die im Rahmen der anglo-sowjetischen Invasion des Iran am 21. September 1941 aus der Aserbaidschanischen Sozialistischen Sowjetrepublik nach Aserbaidschan einreiste, um dort die Stalinisierung voranzutreiben.
Nachdem Əziz Əliyev von 1941 bis 1942 unter dem Ersten Sekretär Mir Dschafar Abbassowitsch Bagirow Dritter Sekretär des Zentralkomitees der Kommunistischen Partei Aserbaidschans war, löste er am 29. September 1942 Nikolai Iossifowitsch Linkun als Erster Sekretär des Regionalkomitees der KPdSU in der Dagestanischen Autonomen Sozialistischen Sowjetrepublik ab und verblieb in dieser Parteifunktion bis zu seiner Ablösung durch Abdurachman Danijalowitsch Danijalow am 3. Dezember 1948. Zuletzt war er vom 20. Februar 1950 bis zum 4. September 1951 stellvertretender Vorsitzender des Ministerrats der Aserbaidschanischen SSR und damit einer der Vertreter von Ministerpräsident Teymur Quliyev.

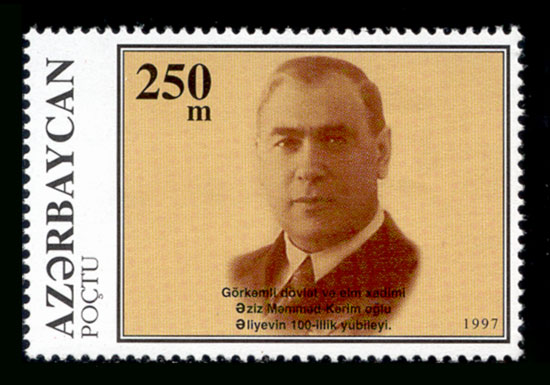
Briefmarke anlässlich des 100. Geburtstages von Əziz Əliyev (1997).

Für seine Verdienste wurde er unter anderem zwei Mal mit dem Leninorden, dem Orden des Vaterländischen Krieges I. Klasse und dem Orden des Roten Banners der Arbeit ausgezeichnet. Aus seiner Ehe mit Lətifə Əliyeva gingen zwei Söhne und zwei Töchter hervor. Er war der Vater der Augenärztin und Akademikerin der Nationalen Akademie der Wissenschaften Aserbaidschans Zərifə Əliyeva (1923–1985), die von 1948 bis zu ihrem Tode mit Heydər Əliyev verheiratet war, der von 1969 bis 1982 als Erster Sekretär der KP Aserbaidschans und im Anschluss von 1982 bis 1987 als Mitglied des Politbüros der KPdSU und Erster Stellvertretender Ministerpräsident der Sowjetunion fast zwanzig Jahre lang einflussreichster Politiker der Aserbaidschanischen SSR war. Seine weiteren Kinder waren der Arzt Tamerlan Əliyev (1921–1997), der als Professor an der Aserbaidschanischen Medizinischen Universität lehrte, die Tochter Gulara Aliyeva (1933–1991), eine klassische Pianistin, sowie der Mediziner Cəmil Əliyev (* 1946), der als Mitglied der Nationalen Akademie der Wissenschaften Aserbaidschans und als Direktor des Nationalen Zentrums für Onkologie wirkte. Nach seinem Tode wurde er auf dem Friedhof Ehrenallee (Fəxri Xiyaban) in Baku beigesetzt.

## Hintergrundliteratur
- Tadeusz Swietochowski, Brian C. Collins: Historical dictionary of Azerbaijan, Scarecrow Press, Inc., Lanham 1999, S. 70, ISBN 0-8108-3550-9
- Bernard A. Cook: Europe since 1945. An encyclopedia, Band 1, Garland Publishing Inc., New York 2001, S. 70, ISBN 0-8153-4057-5